# Grafisk tidsaxel över Sveriges historia
Detta är en grafisk tidsaxel över Sveriges historia. Det finns också en ej grafisk tidsaxel över Sveriges historia.